# 加古臨王
加古 臨王（かこ りおん、1980年9月23日 - ）は、日本の俳優、声優、演出家。Spacenoid CompanyおよびFunc A ScamperS 009（旧：衝突安全ボディー）所属。東京都出身。祖父は画家でファッションデザイナーの中原淳一。祖母は元宝塚男役スター・女優の葦原邦子。父は音楽家の加古隆。

## 人物
玉川大学文学部芸術学科演劇舞踊専攻卒業。

## 出演作品

### テレビアニメ
2000年代
- 家庭教師ヒットマンREBORN!（2006年、スリの三郎、運転手、先輩 他）
- 人造昆虫カブトボーグ V×V（2006年、稲本信二、不良 他）
- 僕等がいた（2006年、アツシ、子供、生徒、バスの運転手）
- 蟲師（2006年、ゼン）
- Saint October（2007年、スタッフ）
- ヴァンパイア騎士（2008年、男子生徒）
- おじゃる丸（2008年、メロス 他）
- クッキンアイドル アイ!マイ!まいん!（2009年、白石）
- 毎日かあさん（2009年、男）

2010年代
- 遊☆戯☆王5D's（2010年、アンドレ）
- 超訳百人一首 うた恋い。（2012年、従者、蔵人）
- カードファイト!! ヴァンガードGシリーズ（2014年 - 2018年、多度ツネト） - 5シリーズ
- カードファイト!! ヴァンガード（2019年、多度ツネト）

### 劇場アニメ
- 秒速5センチメートル（2007年）
- 放課後ミッドナイターズ（2012年）
- かっちけねぇ!（2016年、宗二[5]）

### OVA
- テニスの王子様 Original Video Animation 全国大会篇（2006年、新垣浩一）
- デトロイト・メタル・シティ（2009年、根岸俊彦）

### Webアニメ
- 爆丸アーマードアライアンス（2020年 - 2021年、ランバリアン）

### ゲーム
- 遊☆戯☆王ファイブディーズ タッグフォース4（2009年、窪田修司、高橋秀行）
- キャプテン翼 激闘の軌跡（2010年、シェスター）
- 遊☆戯☆王ファイブディーズ タッグフォース5（2010年、一般キャラクター）
- 遊☆戯☆王ファイブディーズ タッグフォース6（2011年、アンドレ、一般キャラクター）

### テレビドラマ
- コード・ブルー -ドクターヘリ緊急救命-（看護師）

### 舞台
- 燃え尽きる寸前の光（声の出演）
- ろくでなしBLUES（武藤）
- 舞台VitaminZ（加賀美蘭丸）
- マクロス ザ・ミュージカルチャー（アフロ）
- The ghost≠You-Re:i（2012年11月21日 - 11月25日、シアターサンモール）
- 言いたいことも言えない、小さな夢も見れない、汚い嘘や言葉で操られたくない、真っ直ぐに向き合う現実に誇りを持ちたいだけだから（2014年6月4日 - 8日、シアターサンモール）
- ミュージカル刀剣乱舞 阿津賀志山異聞 及び 阿津賀志山異聞2018巴里（藤原泰衡）
- ミュージカル刀剣乱舞 つはものどもがゆめのあと（藤原泰衡）
- ミュージカル刀剣乱舞 葵咲本紀（結城秀康）※二葉要急病のため代役

## 演出
- 加古臨王プロデュース「ブレーメンの音楽隊」（2019年5月24日 - 28日） - 御笠ノ忠次 作[6]
- 舞台「幽☆遊☆白書」其の弐（2020年12月）※伊藤栄之進、荒木宏文と連名[7] [8]
- ミュージカル『刀剣乱舞』五周年記念 壽 乱舞音曲祭（2021年01月）※演出アシスタント[9]
- ミュージカル『刀剣乱舞』 にっかり青江 単騎出陣（2021年04月 - 5月、10月）※演出補佐[10]
- 舞台「『終末のワルキューレ』〜The STAGE of Ragnarok〜」（2021年11月 - 12月）[11]
- NIGHT HEAD 2041-THE STAGE-（2022年7月）[12]
- 青の炎（2022年10月）[13]
- 舞台「地獄楽」（2023年2月）[14]